# Іващенко Олександр Венедиктович
Олександр Венедиктович Іващенко (нар. 2 квітня 1916, місто Миколаїв Херсонської губернії — ?) — український радянський і компартійний діяч, депутат Верховної Ради УРСР 8-го скликання. Член ЦК КПУ в 1961—1966 р і 1971—1976 р. Депутат Верховної Ради СРСР 6-го скликання. Кандидат у члени ЦК КПРС у 1961—1966 р.

## Біографія
Народився в родині службовця. З 1931 року працював слюсарем на Миколаївському суднобудівному заводі «Наваль». Одночасно навчався на робітничому факультеті.
У 1940 році закінчив Миколаївський кораблебудівний інститут.
У 1940—1941 роках — майстер, завідувач групи механічного обладнання Миколаївського судноремонтного заводу, у 1941—1944 роках — начальник заводських лабораторій у містах Севастополі, Туапсе та Поті.
З березня 1944 року — заступник комісара одного із партизанських загонів у окупованому німцями Криму.
Член ВКП(б) з 1944 року.
У 1944—1946 роках — 1-й секретар Севастопольського міського комітету ВЛКСМ.
У 1946—1947 роках — секретар комітету ЛКСМУ Чорноморського суднобудівного заводу імені Марті у місті Миколаєві. У 1947—1951 роках — суднобудівник, начальник металообробного цеху на Чорноморському суднобудівному заводі імені Марті. У 1951—1954 роках — партійний організатор (парторг) ЦК КПРС Чорноморського суднобудівного заводу імені Марті № 444.
У червні 1954 — 31 серпня 1961 року — секретар Миколаївського обласного комітету КПУ.
31 серпня 1961 — січні 1963 р. — 1-й секретар Миколаївського обласного комітету КПУ. У січні 1963 — грудні 1964 р. — 1-й секретар Миколаївського промислового обласного комітету КПУ.
У грудні 1964 — грудні 1965 року — 2-й секретар Миколаївського обласного комітету КПУ.
У листопаді 1965 — липні 1967 року — заступник міністра місцевої промисловості Української РСР із кадрової політики.
У липні 1967 — 1970 року — заступник голови Державного планового комітету Ради міністрів Української РСР.
У 1970—1975 роках — завідувач відділу планових і фінансових органів ЦК КПУ.
У 1975—1986 роках — голова Українського територіального управління Державного комітету СРСР з матеріальних резервів.
Потім — на пенсії у місті Києві.

## Нагороди
- два ордени Трудового Червоного Прапора (26.02.1958)
- орден Вітчизняної війни 2-го ст.
- орден Червоної Зірки
- медаль «За оборону Севастополя»
- медаль «За оборону Кавказу»
- Почесна грамота Президії Верховної Ради Української РСР (6.05.1966)